# Cámara de Diputados de la Provincia de La Pampa
La Cámara de diputados de la Provincia de La Pampa es el Parlamento de la provincia de La Pampa. Es unicameral. Se encuentra en centro de la ciudad de Santa Rosa, en el Centro Cívico. Está compuesto por 30 diputados elegidos cada cuatro años mediante un sistema proporcional.
La Cámara se renueva completamente cada 4 años. Los diputados representan directamente al pueblo de la Provincia en distrito único.

## Historia

### Territorio Nacional de La Pampa
En el año 1884, el Congreso de la Nación, sancionó la ley N.º 1532, por la cual, entre otras, se crea la Gobernación de La Pampa (art.1º-1) y establecía que las Gobernaciones que conformaban los territorios Nacionales, que alcanzaren más de 60.000 habitantes, tenían derecho a ser declarada provincia argentina (art.4º).
Tras más de 50 años de intentos fallidos de provincialización, por diversos motivos, solo las notas remitidas por la Sra. Eva Perón, que justificaban el cumplimiento en el territorio nacional de La Pampa, de los requisitos requeridos por la ley 1532, lograron el objetivo.
Es así, que el 20 de julio de 1951, se sanciona la ley 14.037, donde se declara provincias los territorios nacionales de La Pampa y Chaco. Y por el artículo 3.º se establece que el Poder Ejecutivo Nacional procederá a convocar las convenciones constituyentes, que tendrán como función dictar la constitución bajo el sistema representativo y republicano, y de acuerdo a los principios declaraciones y garantías de la Constitución Nacional.
Por decreto N.º 1286/52, del Poder Ejecutivo, se convoca a la convención constituyente para la Provincia de La Pampa.
Los Convencionales Constituyentes sancionaron el 29 de enero de 1952 la Primera Constitución, determinándose que el nombre geo-político del territorio sería Provincia Eva Perón.

### Provincia Eva Perón
EL 11 de noviembre de 1951, se eligió la convención constituyente, (convocada por Decreto n°1286 del Poder Ejecutivo Nacional) que tenía como tarea la elaboración de la Constitución de la Provincia Eva Perón. Dictada la misma y efectuada la comunicación al Poder Ejecutivo Nacional, se convocó a elecciones para la designación de las autoridades. A partir de allí, cesaba toda intervención del Poder Ejecutivo Nacional en los asuntos de orden provincial. Así surge la Primera Cámara de Representantes de la Provincia Eva Perón, donde estuvieron representadas 21 circunscripciones en que fue dividida la provincia.
La Primera Sesión Preparatoria se realizó el 4 de junio de 1953, en la planta Alta de la Municipalidad de Santa Rosa, donde actuó como presidente el vicegobernador Esteban Daniel Ardohain. La Cámara de representantes de la Provincia Eva Perón se organizó en 11 comisiones a fin de derivar los proyectos más importantes e indispensables leyes para el ordenamiento jurídico administrativo de esta provincia.

### Actualidad
El gobierno provisional, emanado de la Revolución Libertadora dicta la Proclama del 27 de abril de 1956 donde se declara vigente la Constitución Nacional sancionada en 1853, con las reformas de 1860, 1866 y 1898, se excluye la constitución de 1949 y por el artículo 4 de la misma deja sin efecto las constituciones sancionadas para las provincias de La Pampa, Chaco y Misiones.
En el orden provincial, el interventor federal Garmendia derogó el Decreto Provincial N.º 2085/54 y se vuelve a la antigua denominación geo-política de Provincia de La Pampa.
En el mes de diciembre de 1959, mediante Decreto Ley n.º 2458/59, se convoca al electorado pampeano a fin de elegir Convencionales Constituyentes, Gobernador; Vicegobernador y Diputados Provinciales.
El 6 de octubre de 1960, se sanciona la Constitución de 1960, pasando a regir a partir de la 0 hora del 7 de octubre de 1960.
En el año 1994, bajo la gobernación del Rubén Hugo Marín, se reforma la constitución de 1960, a través de la ley 1523, que en su artículo 4.º. Faculta al Poder Ejecutivo a convocar a elecciones de Convencionales Constituyentes y en su artículo 2, determina los puntos a modificar. Mediante Decreto n.º 12/94-, el Poder Ejecutivo Provincial, convoca a elecciones de convencionales constituyentes, los fundamentos de la necesidad fueron no sólo la falta de legitimidad política, sino también la falta de legitimidad social de la Constitución que nos regía, atento el quebrantamiento del orden constitucional, que desplazó la constitución sancionada en el año 1953. La nueva Constitución de 1994, fue sancionada en un clima de tolerancia, civismo, de pluralismo, atento estar representadas todas las fuerzas políticas de La Pampa, fue un signo de madurez política y jurídica, superando la de las constituciones de 1952 y de 1960.
En el año 1998, mediante ley n.º 1812, se declara, nuevamente la reforma parcial de la Constitución de 1994, únicamente para modificar la cláusula transitoria del artículo 130, permitiendo a Rubén Marín ser electo por un tercer mandato en 1999. El Poder Ejecutivo mediante decreto Nº1383/98 convoca a elección de convencionales constituyentes, concediendo la reforma, con mayoría del 56% de los votos.
El día 19 de febrero de 1999, la Convención Constituyente resuelve tener por sancionada y promulgada la modificación de la cláusula transitoria establecida en el artículo 130.

## El edificio

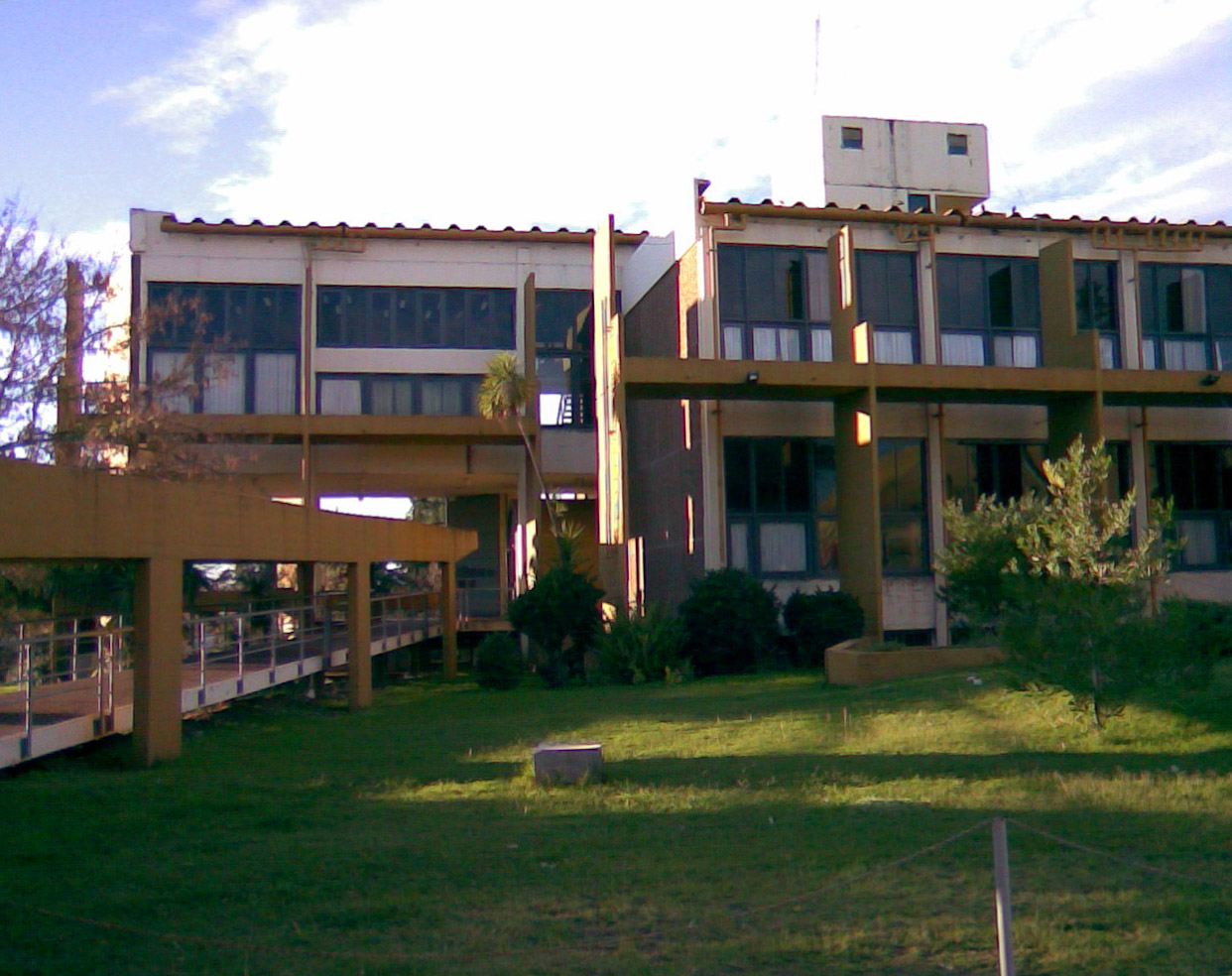
El Palacio Legislativo, terminado en 1976.

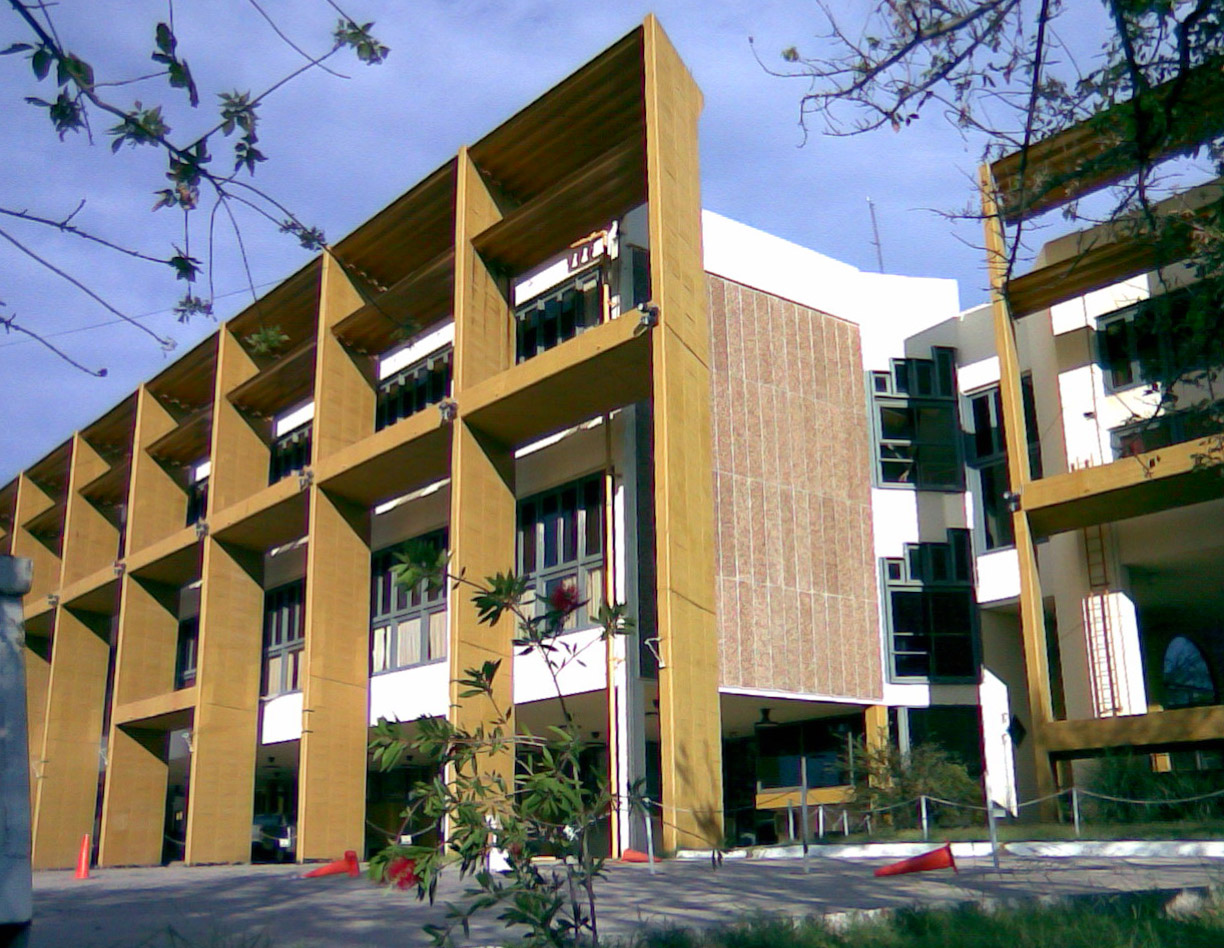
Los característicos parasoles de hormigón de la fachada.

Desde 1976 la sede oficial del Parlamento pampeano es el Edificio de la Cámara de Diputados de la Provincia de La Pampa, en el Centro Cívico en Santa Rosa. Fue diseñado por el arquitecto argentino Clorindo Testa, asociado con Gaido y Rossi. Se compone de un edificio con arquitectura brutalista, influenciada por la postmodernista a diferencia de los otros edificios del complejo, con ventanas semicirculares y granito rosa en la fachada, destacándose el hormigón armado a la vista y ladrillos de diversos tipos.

## Comisiones
- Asuntos Constitucionales y Justicia
- Hacienda y Presupuesto
- Legislación General, Cultura y Educación y Asuntos Municipales
- Legislación Social y Salud Pública
- Asuntos Agrarios, Turismo, Industria, Obras y Servicios Públicos
- Peticiones, Poderes, Reglamento y Acuerdos
- Investigación y Reclamos Públicos
- Derechos Humanos
- Ríos Interprovinciales
- Ecología y Ambiente Humano
- Parlamento Patagónico y del Mercosur
- Zona Franca y Aeropuerto Internacional de Cargas[4]

## Composición actual (2023-2027)
La Cámara de Diputados de la provincia, tiene 30 diputados. Estos cargo son ocupados por ciudadanos argentinos o naturalizados con cuatro años de ejercicio de la ciudadanía, haber cumplido veinticinco años de edad al tiempo de su incorporación a la Cámara y tener tres años de residencia inmediata en la Provincia como mínimo.
Los cargos se distribuyen al concluir las elecciones generales, y son asumidos el 10 de diciembre, posterior a las elecciones. Todos los cargos se renuevan cada 4 años.
| Diputado                        | Bloque | Bloque                        |
| ------------------------------- | ------ | ----------------------------- |
| Julián Oscar Aguilar            |        | Unión Cívica Radical          |
| Carlos Maximiliano Aliaga Souto |        | Comunidad Organizada          |
| María Luz Alonso                |        | Frente Justicialista Pampeano |
| Hipólito Gustavo Altolaguirre   |        | Unión Cívica Radical          |
| Martín Horacio Balsa            |        | Frente Justicialista Pampeano |
| Juan Ramón Barrionuevo          |        | Frente Justicialista Pampeano |
| Gisela Viviana Cuadrado         |        | Unión Cívica Radical          |
| Sandra Fabiana Fonseca          |        | Comunidad Organizada          |
| Patricia Viviana George         |        | Frente Justicialista Pampeano |
| Ana Carolina Giussi             |        | Frente Justicialista Pampeano |
| Enrique Manuel Juan             |        | PRO-MID                       |
| María Silvia Larreta            |        | Frente Justicialista Pampeano |
| Lucas Andrés Lazaric            |        | PRO-MID                       |
| Daniel Aníbal Lovera            |        | Frente Justicialista Pampeano |
| Espartaco Marín                 |        | Frente Justicialista Pampeano |
| César Oscar Montes de Oca       |        | Frente Justicialista Pampeano |
| Romina Paola Mota               |        | Unión Cívica Radical          |
| León Alexis Nicanoff            |        | Frente Justicialista Pampeano |
| Pedro Federico Ortiz García     |        | Frente Justicialista Pampeano |
| Marcela Lilia Ana Páez          |        | Frente Justicialista Pampeano |
| Hernán Pérez Araujo             |        | Frente Justicialista Pampeano |
| Sergio Heber Pregno             |        | Unión Cívica Radical          |
| Celeste Fany Rivas              |        | PRO-MID                       |
| Liliana Vanesa Robledo          |        | Frente Justicialista Pampeano |
| Noelia Jorgelina Sosa           |        | Frente Justicialista Pampeano |
| Javier Torroba                  |        | Unión Cívica Radical          |
| Matías Francisco Traba          |        | PRO-MID                       |
| María Laura Trapaglia           |        | PRO-MID                       |
| María Andrea Valderrama Calvo   |        | Unión Cívica Radical          |
| Noelia Susana Viara             |        | PRO-MID                       |

## Composición histórica
| 2019-2023                     | 2019-2023 | 2019-2023                      |
| Legisladores                  | Bloque    | Bloque                         |
| ----------------------------- | --------- | ------------------------------ |
| Mauricio Rubén Agón           |           | Unión Cívica Radical           |
| Martín Miguel Ardohain        |           | Propuesta Federal              |
| Leonardo Fabio Avendaño       |           | Frente Justicialista Pampeano  |
| Martín Horacio Balsa          |           | Frente Justicialista Pampeano  |
| Oscar Alfredo Beilman         |           | Frente Justicialista Pampeano  |
| Juan Pedro Brindesi           |           | Movimiento Productivo Pampeano |
| Lilia Ana Marta Caimari       |           | Frente Justicialista Pampeano  |
| Rodolfo Calvo                 |           | Frente Justicialista Pampeano  |
| Lorena Fabiana Clara          |           | Unión Cívica Radical           |
| Marcos Rubén Cuelle           |           | Unión Cívica Radical           |
| Sandra Fabiana Fonseca        |           | Comunidad Organizada           |
| María Agustina García         |           | Unión Cívica Radical           |
| José Adrían González          |           | Frente Justicialista Pampeano  |
| Julio César González          |           | Frente Justicialista Pampeano  |
| Estela Maris Guzmán           |           | Unión Cívica Radical           |
| María Silvia Larreta          |           | Frente Justicialista Pampeano  |
| Valeria Estefanía Luján       |           | Frente Justicialista Pampeano  |
| Espartaco Marín               |           | Frente Justicialista Pampeano  |
| Alicia Susana Mayoral         |           | Frente Justicialista Pampeano  |
| Oscar Alfredo Montes De Oca   |           | Frente Justicialista Pampeano  |
| Eduardo Antonio Pepa          |           | Propuesta Federal              |
| Carina Lorena Pereyra         |           | Frente Justicialista Pampeano  |
| Roberto Ricardo Robledo       |           | Frente Justicialista Pampeano  |
| Raúl Ariel Rojas              |           | Frente Justicialista Pampeano  |
| Javier Facundo Sola           |           | Frente Justicialista Pampeano  |
| Francisco Javier Torroba      |           | Unión Cívica Radical           |
| Matías Francisco Traba        |           | Propuesta Federal              |
| María Laura Trapaglia         |           | Propuesta Federal              |
| María Andrea Valderrama Calvo |           | Unión Cívica Radical           |
| Oscar Alberto Zanoli          |           | Frente Justicialista Pampeano  |

| 2015-2019                       | 2015-2019 | 2015-2019                        |
| Legisladores                    | Bloque    | Bloque                           |
| ------------------------------- | --------- | -------------------------------- |
| Carlos Maximiliano Aliaga Souto |           | Cambiemos PRO-Puesta Federal     |
| María Lucrecia Barruti          |           | Justicialista                    |
| Martin Antonio Berhongaray      |           | Frente Pampeano Cívico y Social  |
| Carlos Alberto Bruno            |           | Frente Pampeano Cívico y Social  |
| Rodolfo José Silvestre Calvo    |           | Justicialista                    |
| Marcela Inés Coli               |           | Frente Pampeano Cívico y Social  |
| Stella Maris Colla              |           | Justicialista                    |
| Ricardo Oscar Consiglio         |           | Frente Pampeano Cívico y Social  |
| María Josefina Díaz             |           | Cambiemos PRO-Puesta Federal     |
| Sandra Fabiana Fonseca          |           | Justicialista                    |
| Claudia Marina Godoy            |           | Justicialista                    |
| Darío Omar Hernández            |           | Frente Renovador                 |
| Adriana Beatriz Leher           |           | Cambiemos PRO-Puesta Federal     |
| Jorge Alberto Lezcano           |           | Justicialista                    |
| Espartaco Marín                 |           | Justicialista                    |
| Alicia Susana Mayoral           |           | Justicialista                    |
| Fernando Fabio Parello          |           | Frente Pampeano Cívico y Social  |
| Carina Lorena Pereyra           |           | Justicialista                    |
| Ariel Rauschenberger            |           | Justicialista                    |
| Alicia Ester Re                 |           | Justicialista                    |
| Roberto Ricardo Robledo         |           | Justicialista                    |
| Alfredo Daniel Robledo          |           | Pueblo Nuevo                     |
| Abel Osvaldo Sabarots           |           | Frente Pampeano Cívico y Social  |
| María Soledad Sciu              |           | Justicialista                    |
| Javier Facundo Sola             |           | Justicialista                    |
| Luis Hernán Solana              |           | Frente Pampeano Cívico y Social  |
| Patricia Clelia Testa           |           | Frente Pampeano Cívico y Social  |
| Eduardo Tindiglia               |           | Frente Pampeano para la Victoria |
| José Luis Vendramini            |           | Frente Pampeano Cívico y Social  |
| Raúl Alberto Zurbrigk           |           | Justicialista                    |